# Valley United Football Club
Il Valley United Football Club, conosciuto anche come Valley United e precedentemente noto col nome di Atletico Olympians FC, è un club calcistico professionistico statunitense con base a Phoenix, in Arizona, e che disputa le proprie partite casalinghe presso il GCU Stadium, impianto dotato di una capienza di 6.000 posti.
A partire dalla stagione 2022 milita nella NISA, terza divisione della piramide calcistica americana.

## Storia
Il club fu fondato nel 2020 col nome di Atletico Olympians, e nello stesso anno si unì alla Southwest Conference della UPSL, più precisamente nella Arizona Division. Nell'estate del 2021 il club partecipò alla seconda edizione della NISA Independent Cup, nella quale si classificò al secondo posto nella Southwest Region. Poco dopo, il 18 settembre 2021 il club annunciò il cambio di nome e stemma, mentre venne certificato anche il passaggio al calcio professionistico con l'accettazione dell'iscrizione al campionato 2022 da parte della National Independent Soccer Association (NISA). Allo scopo di prepararsi al meglio per l'esordio, la società ha schierato la propria formazione under 23 nella Southwest Region della NISA Nation, un campionato semiprofessionistico affiliato alla NISA.

## Colori e simboli
I colori sociali sono il giallo ed il rosso, bordati di blu.

## Stadio
Il club disputa i propri incontri casalinghi presso il GCU Stadium, stadio dotato di una capienza di 6.000 posti a sedere e situato sul campus della Grand Canyon University.